# Henry Beeke
Henry Beeke (6 janvier 1751 - 9 mars 1837)  est un historien, théologien, écrivain sur la fiscalité et la finance et botaniste anglais. 

## Carrière
Beeke est élu érudit de Corpus Christi, Oxford en mai 1769. Il obtient un baccalauréat ès arts en 1773, une maîtrise ès arts en 1776, un baccalauréat en théologie en 1785 et un doctorat en théologie en 1800. En 1775, Beeke devient membre de l'Oriel College et est surveillant junior de l'université en 1784. Beeke est professeur Regius d'histoire moderne entre 1801 et 1813. 
Beeke est vicaire de l'église universitaire de St Mary the Virgin, Oxford en 1782, recteur d'Ufton Nervet, Berkshire en 1789, doyen de Bristol en 1813 et vicaire de Weare en 1819. 
Beeke acquiert une réputation d'expert fiscal à la suite de ses Observations de 1799 sur le produit de l'impôt sur le revenu et sur sa proportion par rapport à l'ensemble du revenu de la Grande-Bretagne, qui sont développées et réimprimées en 1800. Les manuscrits et la correspondance non publiés de Beeke montrent également ses intérêts plus larges pour l'économie. 
La beekite, une forme distinctive de calcédoine qui se produit dans la préservation des fossiles par silicification, est nommée en l'honneur de Beeke. 
Beeke est très intéressé par la botanique.  Il contribue à la Magna Britannia de Lysons et correspond avec Sir James Edward Smith, membre et premier président de la Linnean Society of London.  Beeke est crédité comme l'auteur binomial d'au moins une espèce de plante, Lotus pilosus Beeke, décrit et publié pour la première fois dans Turner et Dillwyn 's Botanical Guide. On a pensé plus tard que cette espèce était Lotus uliginosus Schkuhr,  qui est maintenant installé comme synonyme de Lotus pedunculatus Cav.,  une sorte de trèfle.
Beeke meurt à Torquay le 9 mars 1837. 